# Радошовиці
Радошовиці (пол. Radoszowice, нім. Raschwitz) — село в Польщі, у гміні Немодлін Опольського повіту Опольського воєводства. Населення — 322 особи (2011).

## Демографія
Демографічна структура станом на 31 березня 2011 року:
|          | Загалом | Допрацездатний вік | Працездатний вік | Постпрацездатний вік |
| -------- | ------- | ------------------ | ---------------- | -------------------- |
| Чоловіки | 169     | 36                 | 118              | 15                   |
| Жінки    | 153     | 36                 | 86               | 31                   |
| Разом    | 322     | 72                 | 204              | 46                   |